# Hu Yamei
Hu Yamei (chino: 胡亚 美; Beijing, 27 de abril de 1923-Pekín, 3 de octubre de 2019) fue una médica oncóloga e investigadora china. Fue presidenta del Hospital de Niños de Beijing y cofundó el Instituto de Investigación Médica de Niños (BHI) Beijing Hu Yamei. Fue miembro de la Academia China de Ingeniería. Especialista en el tratamiento de la leucemia pediátrica, ayudó a más de 700 niños a sobrevivir a la enfermedad.

## Biografía
Nacida en una familia rica de negocios, en 1941 fue aceptada en la Universidad de Yenching y transferida a la Universidad de Pekín en marzo del año siguiente. En 1946, se unió a la organización clandestina del Partido Comunista de China (PCCh). Poco después de unirse al Partido Comunista, comenzó su práctica en el Hospital Privado de Niños de Beijing.
Fue pionera en la investigación sobre la leucemia infantil en China desde 1976. En 1981 se convirtió en presidenta del Beijing Children's Hospital, un hospital afiliado de la Capital Normal University. Fue elegida miembro de la Academia China de Ingeniería (CAE) en 1994. En 2011 fundó el Instituto de Investigación Médica Infantil (BHI) Beijing Hu Yamei con el académico Zhang Jinzhe. El 6 de agosto de 2009, el entonces primer ministro Wen Jiabao la visitó en Beijing.
Murió de enfermedad a la edad de 96 años. Estaba casada.
Fue delegada entre el 7.º y el 10.º Congreso Nacional del Pueblo. También fue delegada en el 12.º y el 13.º Congreso Nacional del Partido Comunista de China.

## Premios
- Título de la Bandera Roja del 8 de marzo
- 1 de mayo Medalla Laboral